# 街コロ
『街コロ』 （“MACHIKORO”、“Machi Koro”）は、サイコロとカードを使って遊ぶ日本のテーブルゲーム。ゲームデザインは菅沼正夫、メーカーはグランディング。2012年のゲームマーケットにおいて発売された。また新しい施設が増えた拡張セット、「街コロプラス」が2012年に、「街コロシャープ」が2014年に発売されている。また、「レガシーシリーズ」として「街コロレガシー」が発売された。
日本国外でも展開されており、2015年にはドイツ年間ゲーム大賞の「年間ゲーム大賞」にノミネートされた。
2020年には姉妹品の「街コロ通（ツー）」が発売。通はカードやルールを調整した第2版とも言えるセットで、プレイ人数は2～5名。基本的な遊び方は変わらないがプラスやシャープで追加された施設や拡張ルールを標準で採用しており、またカードのサイズが変更されているため、基本セットやプラス、シャープと混ぜて遊ぶことはできない。

## プレイ方法
基本セットの内容物はサイコロ 2つと専用のカード108枚およびコイン60枚である（1コインが40枚・5コインが10枚・10コインが10枚）。拡張セットでカードのレパートリーを増やすことも可能。他に7歳以上のプレイヤーを2 - 4人集めれば準備は完了する。
各プレイヤーは麦畑とパン屋だけがある小さな街をもっており、これを徐々に拡張していくというバックストーリーがある。最初に麦畑とパン屋および建設中の4種類のランドマークカード、3枚のコインを各プレイヤーに配布し、残りはひとまとめに「銀行」として集めておく。勝利条件は、ランドマークとして分類される4種類の施設すべてを最初に建設すること。施設はすべてカードで表現され、コインを銀行に払うことによって自分の街に建設することができる（自分の手前に配置することを建設という。建設のタイミングは後述）。コインを入手するためには、自分の街にある施設に記載された条件に合致するサイコロの目を出す、または他のプレイヤーに出してもらう必要がある。サイコロは時計回りに各プレイヤーが順番に振っていく。ランドマーク以外の施設は以下の4種類に分類できる。
- 青カード - 自分を含めたプレイヤーの出目次第で、銀行からコインを受け取る。麦畑、牧場、森林など。
- 緑カード - 自分が振った出目次第で、銀行からコインを受け取る。コンビニ、チーズ工場、家具工場など。
- 赤カード - 他プレイヤーの出目次第で、サイコロを振ったプレイヤーからコインを受け取る。カフェ、ファミレスなど。
- 紫カード - 自分が振った出目次第で、他プレイヤーに妨害を行う。スタジアム（全員からコイン2枚徴収）、ビジネスセンター（他プレイヤーと施設を交換）など。

サイコロを振ったプレイヤーはコインの授受を行った後に、手持ちのコインがあれば必要な分のコインを銀行に支払って1つだけ施設を建設することができる。必要なコインの枚数はカードの左下に表示されている。ここまで実行したら次のプレイヤーに手番がうつる。この手順をプレイヤーの誰かが勝利条件を満たすまで繰り返す。

## 評価
サイコロを使うため、「運の要素が強すぎる」という評価もあるが、ドイツ語版の発売元コスモス (Kosmos Verlag) の編集部門のプロダクトマネージャー Wolfgang Lüdtke によれば、家族で遊ぶようなライトユーザー層に評判がよいという。コアゲーマーから「運ゲー」と言われることについては作者も認めた上で、アナログゲームとあまり接点のない層向けにデザインしたという趣旨の発言をしている。GIGAZINEの記事でもアナログゲームの入門用に最適という評価をもって紹介されている。
『カタンの開拓者たち』に近い雰囲気を持つという評価・指摘も受けているが、作者自身が意図したものではない。
カードの図柄は「親しみやすい」と評される独特のもの。他言語版が発売されたゲームにおいて、大抵のケースでは現地向けに図柄の変更がなされるが、本作のデザインは2014年時点の発売国（8か国）すべてでそのまま使用されている。

## 海外展開
そもそも本作のメーカーであるグランディングは電源ありのコンシューマーゲームを作る会社であった。2012年、本作は企画は通ったもののアナログゲーム向きと判断されたために、同人の『ゲームマーケット』にて発売することとなった。サイコロを使ったゲームを開発するという基本思想があったが、これに加えてコンポーネントにカードを使ったのは『ドミニオン』の影響も受けている。コアなアナログゲーマーからの評価はあまり良くなかったものの、日本国外へ紹介してもらうためにヤポンブランド（日本製のゲームを日本国外へ紹介する活動を行う非営利団体）へ依頼し、2013年のドイツにおける Essen Spiel(en)へ出展した。自前ではなく依頼をしたのは販路も伝手もなかったためであるが、この出展によって日本国外への展開が決まった。
2014年にはドイツ語版が“MACHIKORO”としてコスモス (Kosmos Verlag) から発売された。2015年にはアラカルトカードゲーム賞、ドイツゲーム賞 8位 、ドイツ年間ゲーム大賞「年間ゲーム大賞」にノミネート (Nominierungsliste Spiel des Jahres)されるなど評価を得た。メーカーであるグランディングのプレスリリースによれば、ドイツ年間ゲーム大賞に推薦リスト入りした日本製のゲームは過去にもあったが（e.g.『ラブレター』）、「年間ゲーム大賞」ノミネートは初としている。
2016年現在、ドイツ語、トルコ語、英語、フランス語、イタリア語、韓国語、ロシア語、スペイン語の8種類の他言語版が存在する。

## デジタルゲーム版
街コロ
2014年3月配信のiOS用アプリ。10月31日付けでサービス終了。
街コロマッチ！
2016年8月8日配信のAndroid/iOS用アプリ。施設を配置してサイコロを転がし、ランドマーク建設を目指す基本ルールはボードゲーム版と同じだが、手札制や施設の配置場所、施設の強化などソーシャルゲームとしての独自の要素が多く存在する。2017年6月24日にサービス終了。
みんなと街コロ
2024年7月5日発売のSteam/Nintendo Switch用ソフト。『街コロ』と『街コロ通』を1つのパッケージにしている。世界中のプレイヤーとのランダムマッチングにも対応している。

## 漫画版
アプリ版「街コロマッチ！」を題材とした平方昌宏による漫画作品『街コロマッチ！+』が、少年ジャンプ+にて2016年10月22日からウェブ連載された。毎週土曜日更新。2017年08月26日の23.5話をもって連載終了。全2巻。
- 街コロマッチ！＋ 1、2017年4月4日発行、集英社(ジャンプコミックス)、ISBN 978-4088810669
- 街コロマッチ！＋ 2、2017年11月2日発行、集英社(ジャンプコミックス)、ISBN 978-4088812816

## テレビ番組
テレビ番組『空カラ街コロ』が2016年12月20日と2017年1月2日の2週に渡ってフジテレビ系列で放送された。本作をベースにしたゲームを芸能人たちがプレイする内容だが、ルールは大きく簡略化・変更されている。MCは矢作兼（おぎやはぎ）。